# جیمی استفنز
جیمی استفنز (انگلیسی: Jamie Stephens؛ زادهٔ ۲۵ اوت ۱۹۹۳) بازیکن فوتبال انگلیسی است که در پست دروازه‌بان بازی می‌کند.
از باشگاه‌هایی که در آن بازی کرده‌است می‌توان به باشگاه فوتبال نیوپورت کانتی، باشگاه فوتبال لیورپول، باشگاه فوتبال گلاستر سیتی، و باشگاه فوتبال بارنت اشاره کرد.